# 알략산드라 사스노비치

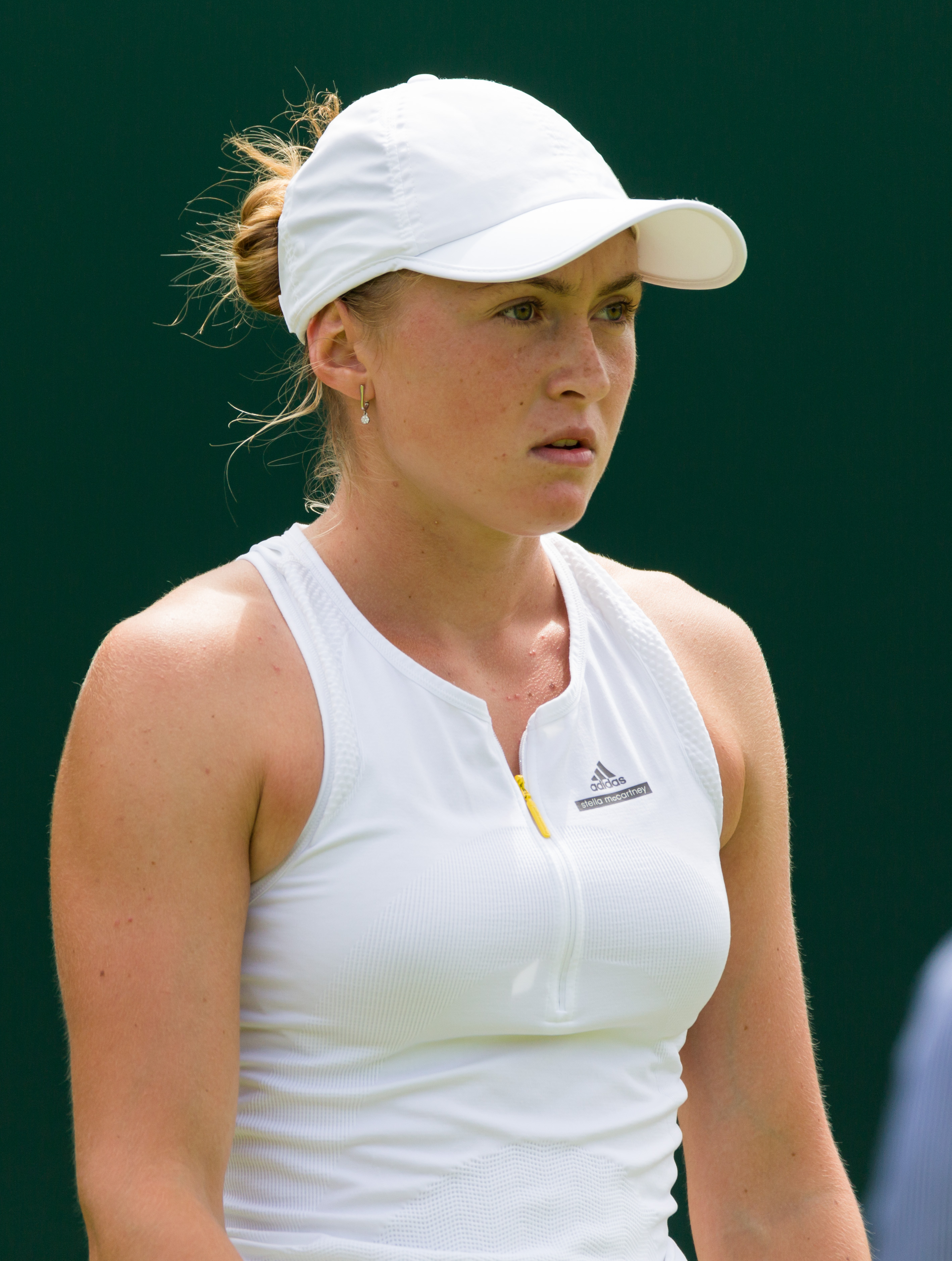
2015년 윔블던 선수권 대회에서의 사스노비치 선수

알략산드라 알략산드라우나 사스노비치(벨라루스어: Аляксандра Аляксандраўна Сасновіч, 1994년 3월 22일 ~ )는 벨라루스의 프로 테니스 선수이다. 민스크 출신. 2014년에 세계 랭킹 여자 싱글 92위에 올랐다.